# Horváth László Attila
Horváth László Attila (Baja, 1963. június 26. –) Jászai Mari-díjas magyar színművész.

## Életpályája
A Tóth Kálmán Gimnáziumban érettségizett. Pályáját segédszínészként 1981-ben a szolnoki Szigligeti Színházban kezdte, amelynek 1986-ig volt tagja. 1986-tól a nyíregyházi Móricz Zsigmond Színház színésze.
Felesége Horváth Réka.

## Fontosabb színpadi szerepei
- William Shakespeare: Ahogy tetszik... Csűrcsavar Olivér
- William Shakespeare: Macbeth... Duncan, skót király
- William Shakespeare: Othello... Rodrigo
- William Shakespeare: Lear király... Lear (Britannia királya)
- William Shakespeare: Szentivánéji álom... Oberon
- William Shakespeare: Szeget szeggel... Vincentio
- William Shakespeare: Ahogy tetszik... Frigyes (a bitorló herceg); Mártextus (tisztelendő); Corinnus (öreg pásztor)
- William Shakespeare: Tévedések vígjátéka... Kóbor Dromio; Efezusi Dromio
- William Shakespeare: Coriolanus... Sicinius Velutus (néptribun)
- Molière: Tudós nők... Viktor
- Molière: Don Juan... Don Luis Tenorio; Gáspár; Parancsnok
- Carlo Goldoni: A hazug... Arlecchino
- Carlo Goldoni:  Chioggiai csetepaté...  Fortunato
- Carlo Goldoni: Két úr szolgája... Truffaldino
- Pierre-Augustin Caron de Beaumarchais: Figaro házassága, avagy egy őrült nap... Figaro
- Friedrich Schiller: Don Carlos... II. Fülöp, spanyol király
- Friedrich Dürrenmatt: Titus Andronicus... Bassianus
- Henrik Ibsen: Nóra... Krogstad
- Henrik Ibsen: Peer Gynt... Peer Gynt
- Bertolt Brecht: A szecsuáni jólélek... Fény fiai
- Bertolt Brecht: Kurázsi mama és gyermekei... A tábori lelkész
- Anton Pavlovics Csehov: Ványa bácsi... Asztrov
- Anton Pavlovics Csehov: Platonov... Oszip
- Anton Pavlovics Csehov:  A manó... Vojnyickij
- Anton Pavlovics Csehov: Sirály... Pjotr Nyikolajevics Szorin
- Anton Pavlovics Csehov: Cseresznyéskert... Gajev
- Fjodor Mihajlovics Dosztojevszkij: Ördögök... Nyikolaj Sztavrogin
- Nyikolaj Vasziljevics Gogol: A revizor... Hlesztakov
- Mihail Afanaszjevics Bulgakov: A Mester és Margarita... Pilátus (Sztravinszkij doktor)
- Szophoklész: Oidipusz... Kreon
- Heinrich von Kleist: Az eltört korsó... Ádám (falusi bíró)
- Gotthold Ephraim Lessing: Emilia Galotti... Odoardo (Emilia apja)
- Oscar Wilde: Bunbury... Algernon Moncrieff
- Georges Feydeau: Bolha a fülbe... Camille Chandebise
- Neil Simon: Napsugár fiúk... Al Lewis; Ben Silverman
- Ray Cooney: A miniszter félrelép... George Pigden
- Reginald Rose: Tizenkét dühös ember... 8. esküdt
- Bohumil Hrabal: Sörgyári capriccio... Francin
- Alfred Jarry: Übü király... Poszomány kapitány
- Dale Wasserman: La Mancha lovagja... borbély
- Jerry Herman – Harvey Fierstein: Őrült nők ketrece... Albin, a sztár
- Agatha Christie: Az egérfogó... Mr. Paravicini
- Maurice Maeterlinck: Kék madár... Tytyl
- Tracy Letts: Augusztus Oklahomában... Charlie Aiken, Mattie férje
- Nick Dear: Frankenstein... Frankenstein, Victor öccse; De Lacey, vak öregember
- Francis Veber: Balfácánt vacsorára!... François Pignon, könyvelő
- Gotthold Ephraim Lessing: Emilia Galotti... Odoardo, Emilia apja
- Jean Cocteau: Rettenetes szülők... Georges
- Lars von Trier: A főfőnök... Kristoffer
- Conor Mcpherson: Tengeren... Richard Harkin
- David Lindsay-Abaire: Görbe tükrök... Richard
- Eric Toledano – Olivier Nakache – Molnár Anna – Szabó Máté – Perczel Enikő: Életrevalók... Philippe
- Tóth Ede: A falu rossza... Kónya kántor
- Nóti Károly: Nyitott ablak... Tamási
- Jókai Mór: A kőszívű ember fiai... Rideghváry Bence
- Móricz Zsigmond: Pillangó... Hitves Pál
- Móricz Zsigmond: Rokonok... Imrike
- Móricz Zsigmond: Sári Bíró... Tügyi koma
- Móricz Zsigmond: Úri muri... Lekenczey Muki
- Molnár Ferenc: az üvegcipő... Őrmester
- Molnár Ferenc – Mohácsi testvérek: Delila... Csapos, János
- Heltai Jenő: Naftalin... Laboda Péter
- Füst Milán: A sanda bohóc... Tarbusik N. E.
- Barta Lajos: Szerelem... Komoróczy
- László Miklós: Illatszertár... Hammerschmidt
- Örkény István: Pisti a vérzivatarban... Pisti
- Tamási Áron: Énekes madás... Kömény Móka; Bakk Lukács
- Gádor Béla: Othello Gyulaházán... Vermes, színházigazgató
- Ödön von Horváth: Mesél a bécsi erdő... Varázskirály
- Szabó Tünde: A küszöbön... Laci
- Siposhegyi Péter: Trianoni emberek... Bárdossy László
- Kornis Mihály: Körmagyar... A katona
- Csukás István: Ágacska... Dani kacsa
- Lengyel Ferenc: Macska Jancsi... Macska Jancsi
- Ábrahám Pál: Bál a Savoyban... Pomerol
- Fejes Endre – Presser Gábor: Jó estét nyár, jó estét szerelem... Katalin apja; Személyzetis; Üzletvezető
- Eisemann Mihály: Hyppolit a lakáj... Makáts Csaba
- Szirmai Albert - Bakonyi Károly: Mágnás Miska... Miska
- Kálmán Imre: Csárdáskirálynő... Miska
- Zerkovitz Béla: Csókos asszony... Báró Tarpataky
- Tersánszky Józsi Jenő – Peller Károly – Nyitrai László – Cseh Dávid Péter: Misi mókus... Kacifánt;  Suta; Cirkuszigazgató

## Filmek, tv
- A küszöbön (színházi előadás tv-felvétele, 1990)
- Márió, a varázsló (2008)
- William Shakespeare: Macbeth (színházi előadás tv-felvétele, 2019)
- Kornis Mihály: Halleluja (színházi előadás tv-felvétele)
- Lélekpark (2021)

## Díjai és kitüntetései
- Móricz-gyűrű (1993, 2007, 2016)
- Príma-díj (2007)
- Jászai Mari-díj (2009)
- Kelet Színésze-díj (2010)
- Nívó-díj (2016)
- Básti Lajos-díj (2016)[6]
- A legjobb férfi színész-díj (Porto, Filmfesztivál 2022)[7]